# Agardhiella tunde
Agardhiella tunde е вид охлюв от семейство Argnidae. Видът е уязвим и сериозно застрашен от изчезване.

## Разпространение
Разпространен е в Румъния.